# Generación de los 70

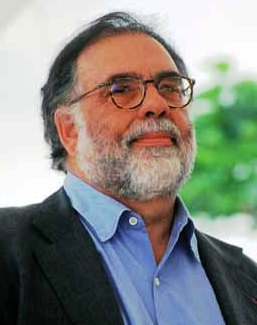
Francis Ford Coppola, uno de los mayores exponentes de la Generación de los 70

La Generación de los 70 es un grupo de directores de estadounidenses pertenecientes a la corriente del Cine independiente norteamericano, también denominada Nuevo cine estadounidense. La mayor parte de ellos filmaron sus primeras películas en los años 70, muchas de las cuales son hitos de la historia del cine de su país y el mundo.
De esta generación cabe destacar dos momentos, uno inicial, en el que se encuentran directores como Bob Rafelson, Dennis Hopper, Peter Bogdanovich, Martin Scorsese, Michael Cimino, Ridley Scott, Brian De Palma y Robert Zemeckis. Entre ellos se encuentran algunos de los directores de mayor éxito de toda la historia del cine.
Un segundo período, la segunda generación de los 70, nos presenta a directores como Francis Ford Coppola, Steven Spielberg, Clint Eastwood y George Lucas, que tendrán también carreras espectaculares, con éxitos que no es necesario enumerar aquí.
Las primeras películas de la Generación de los 70 fueron apoyadas por los estudios de Hollywood, como consecuencia de una etapa de crisis en el sistema de estudios de la época, los cuales trataron de buscar nuevos autores y les dejaron realizar sus proyectos sin ningún tipo de recorte en su creatividad, permitiéndoles incluso el control sobre el final cut, cosa que hasta entonces solo le habían permitido a algunos directores de la época clásica.
Sin embargo, la mayor parte de estas primeras películas tuvieron serios fracasos económicos, lo que llevó a los estudios a finalizar con el experimento. Uno de los fracasos más sonados fue el de  Michael Cimino con su film Heaven's Gate (1980), que llegó a arruinar económicamente a United Artists.
Muchos miembros de esta generación se integrarán casi inmediatamente en el sistema mainstream consiguiendo en la mayor parte de los casos un éxito económico que les ha permitido convertirse en los nuevos Reyes Midas del negocio cinematográfico.
De esta manera se produce la paradoja de que los que empezaron enfrentándose al sistema de producción de Hollywood acabaron por crear un floreciente negocio con similares características a su alrededor. 

## Exponentes

### Segunda generación de los 70

#### Francis Ford Coppola
Francis Ford Coppola fue compañero de escuela en la UCLA de George Lucas, John Milius y  Steven Spielberg, entre otros. Empezó como guionista para la factoría de Roger Corman. En 1970 es nominado, junto a Edmund H. Northon, al mejor guion por Patton (1970), de Franklin J. Schaffner.
En 1969 crea la productora American Zoetrope, con la que consigue dirigir su primera película, Finian´s Rainbow (1968) y produce la primera película de George Lucas, THX 1138 (1971).
En 1972 dirige su primer gran éxito, El Padrino, un encargo que en principio no pretendía dirigir y que le catapultó al éxito, transformándose tanto el cineasta como esta obra en íconos de la Generación de los 70. Después realizaría films que pronto se convertirían en clásicos: La conversación (The Conversation, 1974), El Padrino II (1974) y Apocalypse Now (1979).
Tras la realización en 1982 de One from the Heart y Hammett (1982) (encargada inicialmente a Wim Wenders), Coppola entra en bancarrota, debiéndoles a los bancos miles de millones de dólares, que tratará de pagar posteriormente realizando distintos proyectos.